# Rafael Bracalli
Rafael Wihby Bracali (Santos, 5 maggio 1981) è un dirigente sportivo ed ex calciatore brasiliano con passaporto italiano, di ruolo portiere.

## Palmarès

### Competizioni nazionali
- Coppa del Brasile: 1

Paulista: 2005
- Campionato portoghese: 1

Porto: 2011-2012
- Supercoppa di Portogallo: 1

Porto: 2011